# Gliese 581 c
Gliese 581 c (GJ 581 c) è un pianeta extrasolare che orbita attorno alla nana rossa Gliese 581, una debole stella visibile nella costellazione della Bilancia distante circa 20 anni luce; si tratta del secondo pianeta scoperto attorno alla stella e del terzo in ordine di distanza da essa. Con una massa minima circa 5,6 volte la massa terrestre (M⊕), il pianeta è classificato tra le super Terre, categoria in cui sono annoverati i pianeti la cui massa è compresa tra 1,9 e 10 volte la massa del nostro pianeta.
Subito dopo la sua scoperta, Gliese 581 c ha suscitato l'interesse della comunità scientifica in quanto era considerato il primo esopianeta simile alla Terra ad orbitare nella zona abitabile del suo sistema planetario, con una temperatura superficiale probabilmente idonea a mantenere l'acqua allo stato liquido, il che lo avrebbe reso potenzialmente abitabile almeno da forme di vita affini a quelle estremofile presenti sul nostro pianeta. Tuttavia una serie di studi successivi sulle caratteristiche e sui potenziali effetti delle atmosfere planetarie ha messo in dubbio l'effettiva abitabilità del pianeta; in seguito, una nuova misurazione dei parametri orbitali e una rivalutazione dell'estensione della zona abitabile del sistema ha mostrato che Gliese 581 c si trova più internamente rispetto alla zona abitabile, e che dunque risulterebbe troppo caldo per permettere l'esistenza di acqua allo stato liquido sulla sua superficie.

## Scoperta
La scoperta del pianeta è stata annunciata dal gruppo di Stéphane Udry dell'Università di Ginevra il 24 aprile 2007. Il gruppo ha utilizzato lo strumento HARPS montato sul telescopio da 3,6 m dell'European Southern Observatory in Cile. L'individuazione è stata resa possibile sfruttando la tecnica dell'analisi della velocità radiale, una metodica indiretta che misura le piccole oscillazioni periodiche determinate dall'orbita del pianeta attorno al centro di massa del sistema planetario. In concomitanza della scoperta del pianeta "c" si è avuta la scoperta anche di un terzo pianeta, denominato Gliese 581 d.

## Caratteristiche fisiche

### Massa

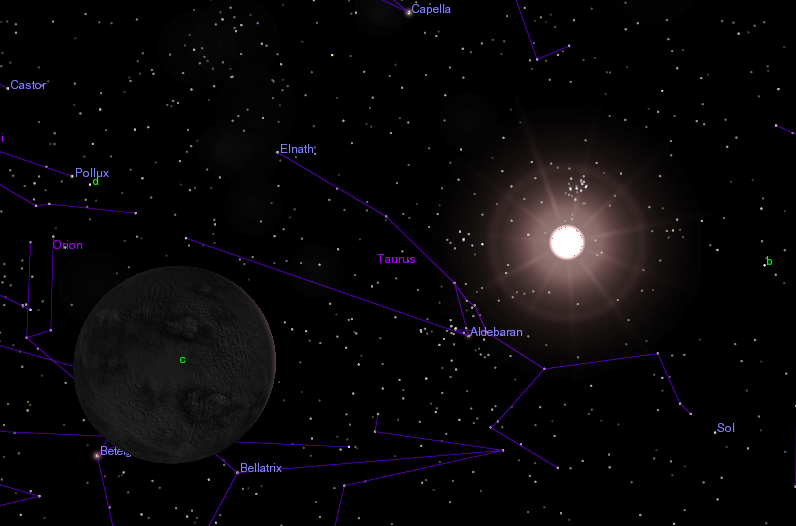
Gliese 581 come è visibile dal pianeta

Il metodo della misura della velocità radiale, che ha consentito la scoperta del pianeta, ha permesso di stimare anche il valore della sua massa; tuttavia tale metodica non dà una precisa stima del reale valore della massa, quanto piuttosto della "massa minima" dell'oggetto in questione. Si ritiene però che il valore effettivo della massa non possa discostarsi di molto dal valore minimo, in quanto ne risentirebbe negativamente la stabilità orbitale del sistema (principalmente a causa delle interazioni con i pianeti "e" e "b"). In un modello kepleriano a sei pianeti, il valore della massa minima di GJ 581 c è di 5,6 M⊕. Simulazioni dinamiche che assumono complanari le orbite indicano che le masse dei pianeti di questo sistema planetario non possono eccedere di 1,6 – 2 volte il valore della propria massa minima, pena l'insorgenza di fenomeni di instabilità; nel caso di Gliese 581 c, la sua massa non può essere superiore a 10,4 M⊕. Assumendo però un orientamento casuale dell'orbita del pianeta, è possibile che la massa vera sia molto prossima al valore minimo.

### Raggio e gravità superficiale
Il raggio di un esopianeta potrebbe essere misurato con una certa accuratezza in occasione di eventuali transiti sulla superficie della stella, percepiti dagli strumenti di misura come delle diminuzioni nella luminosità stellare; sfortunatamente, le misurazioni condotte tramite il telescopio spaziale canadese MOST indicano che GJ 581 c non è un pianeta transitante.

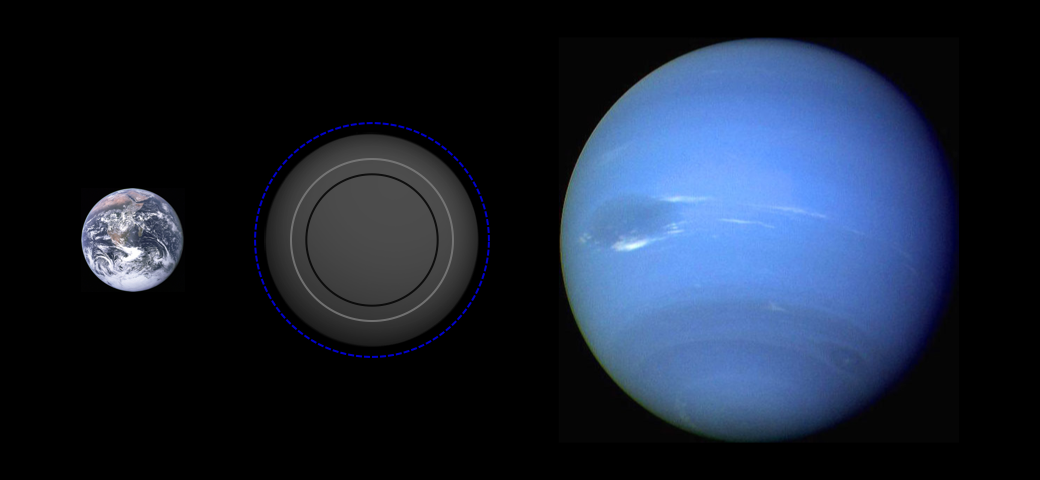
Alcuni ipotetici diametri di Gliese 581 c raffrontati con le dimensioni della Terra e quelle di Nettuno.

Per questa ragione, dato anche il fatto che il pianeta non è stato individuato direttamente, non è conosciuto l'esatto valore del suo raggio; sono stati comunque sviluppati dei modelli fisico-matematici in grado di dedurre il valore approssimativo del raggio a partire dalla massa e dalla ipotetica composizione. Ad esempio, assumendo che Gliese 581 c sia un pianeta silicatico con un grande nucleo ferroso (come la Terra), il suo raggio sarebbe circa il 50% più grande di quello del nostro pianeta (R⊕), con un valore dell'accelerazione di gravità superficiale 2,24 volte quella riscontrabile sulla Terra (designata con la lettera g), stando ai dati forniti da Udry e colleghi. Se invece Gliese 581 c fosse un tipico pianeta oceanico, con una larga percentuale della sua massa costituita da acqua e ghiaccio, il suo raggio sarebbe appena inferiore ai due R⊕, anche considerando una vasta idrosfera esterna, secondo i modelli compilati da Valencia e colleghi per GJ 876 d; in quest'ultimo caso, il valore della gravità superficiale ammonterebbe ad almeno 1,25 g.
Non si esclude che il valore reale del raggio possa comunque essere una via di mezzo tra questi due estremi calcolati tramite i modelli.

### Parametri orbitali

Le orbite dei pianeti di GJ 581 secondo Vogt et al, 2010; l'anello azzurro indica l'estensione della zona abitabile.

Gliese 581 c ha un periodo di rivoluzione ("anno") di circa 13 giorni terrestri; il raggio della sua orbita è appena il 7% di quello terrestre (0,07 unità astronomiche, UA), ovvero circa 11 milioni di km, contro i 150 milioni di km (1 UA) che separano la Terra dal Sole. Dal momento che Gliese 581 è una stella più piccola e fredda (e dunque meno luminosa) del Sole, il pianeta riceve un irraggiamento simile a quello ricevuto da Venere, nonostante la distanza enormemente inferiore. Da questa distanza la stella primaria appare dalla superficie di GJ 581 c 14 volte più grande di come appare il Sole visto dalla superficie del nostro pianeta.
Il modello a sei pianeti formulato da Vogt e colleghi prevede che il pianeta abbia un'orbita circolare con un'eccentricità orbitale pari a 0, mentre un precedente modello a quattro pianeti (esclude "g" e "f") contempla un'eccentricità compresa tra 0,022 e 0,125.

### Blocco mareale

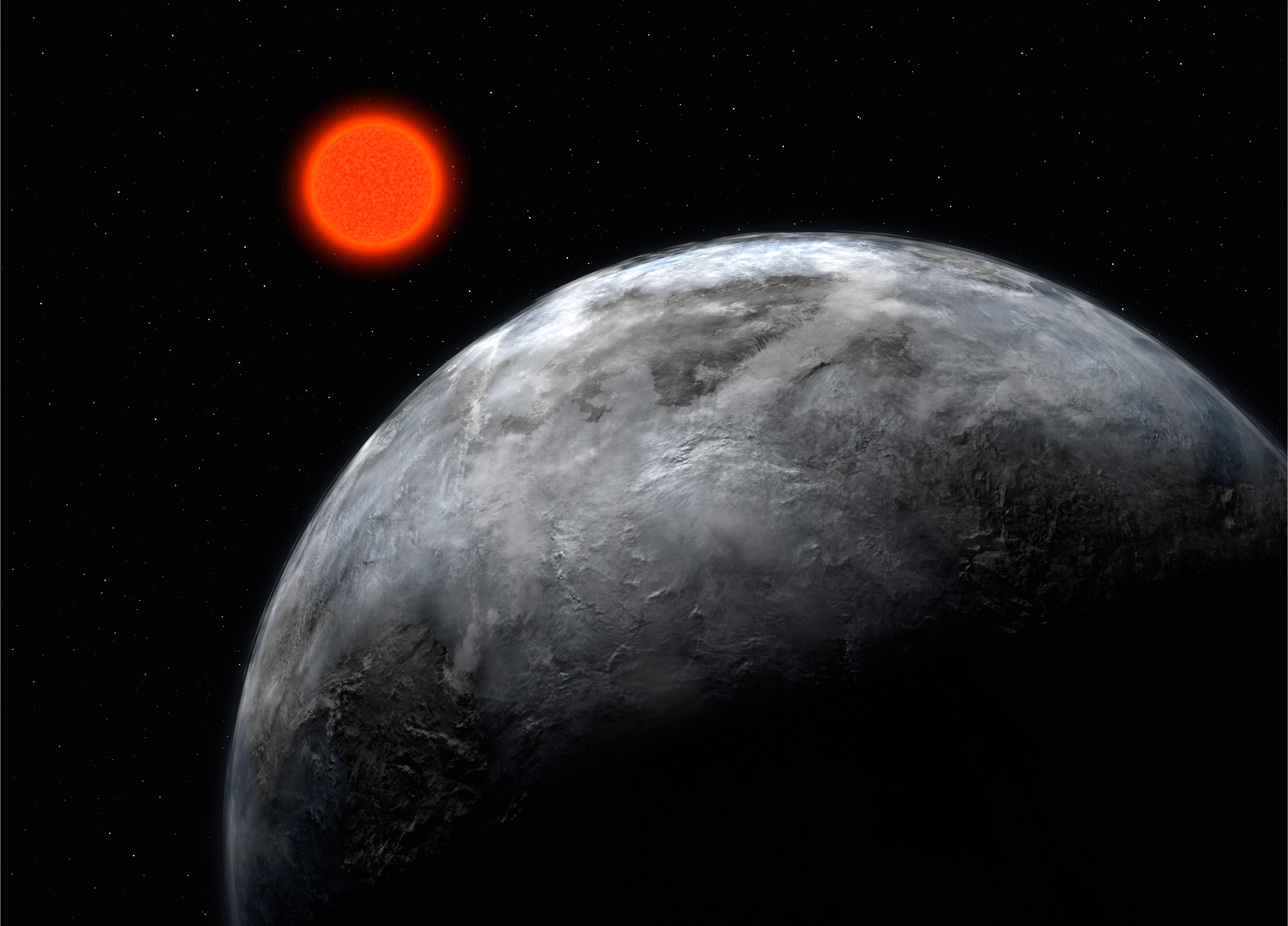
Rappresentazione artistica del pianeta. ESO

A causa della piccola distanza che lo separa dalla sua stella, si ritiene che il pianeta le mostri sempre il medesimo emisfero, ovvero che subisca un blocco mareale che risulta in una rotazione sincrona. A causa delle intense forze mareali che lo legano alla stella è probabile comunque che, considerando valori di eccentricità diversi da 0, il pianeta subisca degli stress molto violenti. Dal momento che le forze di marea sono più forti quando il pianeta si trova al periastro, è comune opinione che i pianeti eccentrici abbiano un periodo di rotazione inferiore al loro periodo di rivoluzione, fenomeno chiamato pseudo-sincronizzazione. Un esempio di questo nel nostro sistema solare è rappresentato da Venere, che compie un'orbita completa in 224,7 giorni terrestri ma una rotazione sul proprio asse in 243 giorni; un caso particolare è costituito da Mercurio, bloccato in una risonanza 3:2 (ovvero compie tre rotazioni sul proprio asse ogni due orbite complete). Ad ogni modo, anche nel caso di un blocco mareale con risonanza 1:1, il pianeta andrebbe comunque incontro ad un moto di librazione.
I modelli sviluppati sull'evoluzione dell'orbita di Gliese 581 c nell'arco del tempo suggeriscono che il riscaldamento mareale risultante dal blocco giocherebbe un ruolo importante nella geologia del pianeta. Tali modelli predicono che il riscaldamento mareale alimenterebbe un flusso di calore superficiale tre volte maggiore di quello che Giove esercita sul suo satellite Io, che risulterebbe in un'attività geologica importante caratterizzata forse da una tettonica a placche e da un intenso vulcanismo (si veda anche Attività geologica delle super Terre).

## Clima ed abitabilità
Studi condotti da von Bloh e colleghi e da Selsis e colleghi, tesi a dimostrare l'abitabilità di Gliese 581 c, hanno mostrato che il pianeta si trova al di fuori della zona abitabile del sistema, in quanto la sua orbita ricade più internamente del limite interno di questa regione.

### Temperature
Combinando il valore della luminosità della stella (0,013 luminosità solari) e la distanza del pianeta da essa è possibile calcolare la temperatura di equilibrio del pianeta, ovvero la sua temperatura di corpo nero.

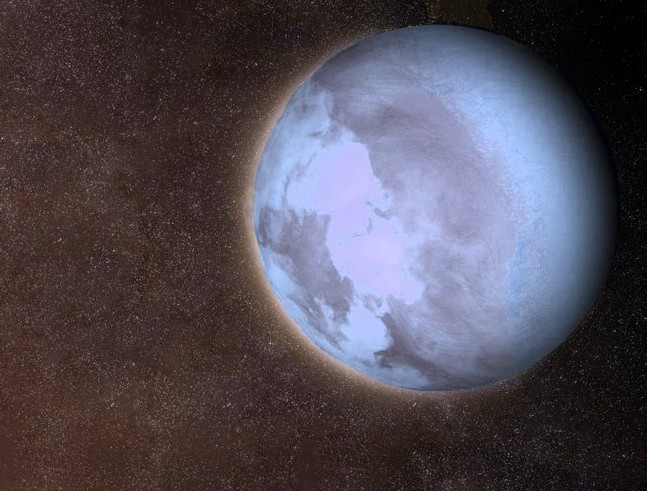
Altra rappresentazione artistica del pianeta.

Il gruppo di Udry ha stimato la temperatura di equilibrio di GJ 581 c tra −3 °C, assumendo un'albedo simile a quella di Venere (0,64), e 40 °C, con un'albedo simile a quella terrestre (0,296). Tuttavia, è molto probabile che la reale temperatura del pianeta differisca in maniera notevole da quella di corpo nero, a causa degli effetti sortiti da un'eventuale atmosfera: ad esempio, Venere, nonostante abbia una temperatura effettiva di 34,25 °C, possiede una temperatura reale alla superficie di 463,85 °C, dal momento che la sua atmosfera, costituita al 96,5% da anidride carbonica, esercita un imponente effetto serra. Lo studio di Selsis e colleghi ha mostrato che con una certa probabilità il pianeta soffra di un pesante effetto serra, simile a quello riscontrato su Venere; sempre secondo Selsis e il suo gruppo, è però possibile che tale effetto serra possa essere in una certa misura prevenuto dalla presenza sull'emisfero diurno di una coltre nuvolosa sufficientemente riflettente.

### Acqua liquida
Non vi è una diretta evidenza della presenza di acqua sul pianeta, e se anche ve ne fosse è probabile che non ve ne sia allo stato liquido.
Secondo lo studio di Selsis è assai probabile che il pianeta abbia perso la gran parte dell'acqua che doveva avere al momento della sua formazione a causa dell'emissione di raggi X e UV da parte della stella madre nei suoi primi miliardi di anni di vita.

### Modelli con blocco mareale
I modelli climatici basati sul presupposto che il pianeta sia soggetto a blocco mareale prevedono che i composti volatili, come acqua e anidride carbonica, se presenti, siano soggetti ad evaporazione a causa dell'elevato calore del lato diurno e migrino verso il lato notturno, decisamente più freddo, ove sublimerebbero per formare una vasta calotta glaciale. In alternativa, un'atmosfera sufficientemente spessa da essere stabile potrebbe favorire una migliore circolazione del calore dal lato diurno verso quello notturno. Un esempio in questo senso è fornito sempre da Venere, che, nonostante abbia una rotazione più lenta rispetto al periodo orbitale (pseudo-sincronizzazione, vedi sopra) e dunque esponga alla radiazione solare un emisfero per un tempo prolungato, presenta una circolazione atmosferica tale da garantire in ogni punto della sua superficie una temperatura uniforme.